# Seznam vrcholů ve Svitavské pahorkatině

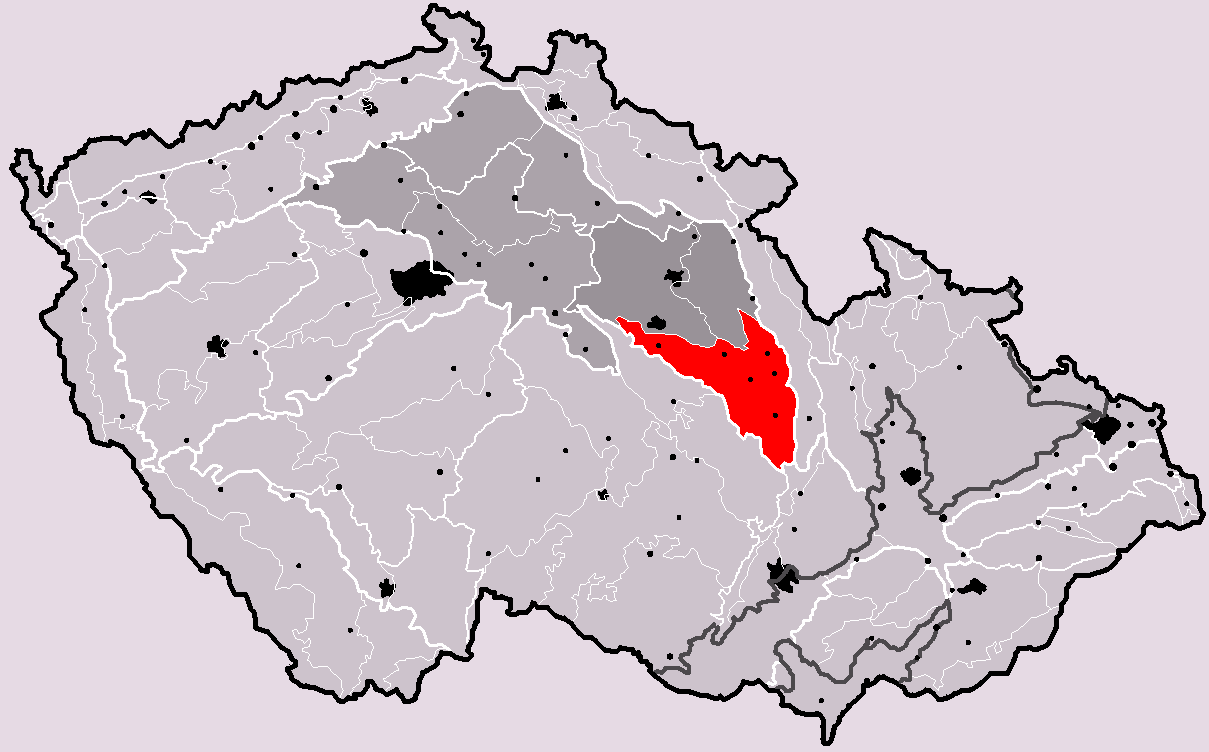
Svitavská pahorkatina na mapě České republiky

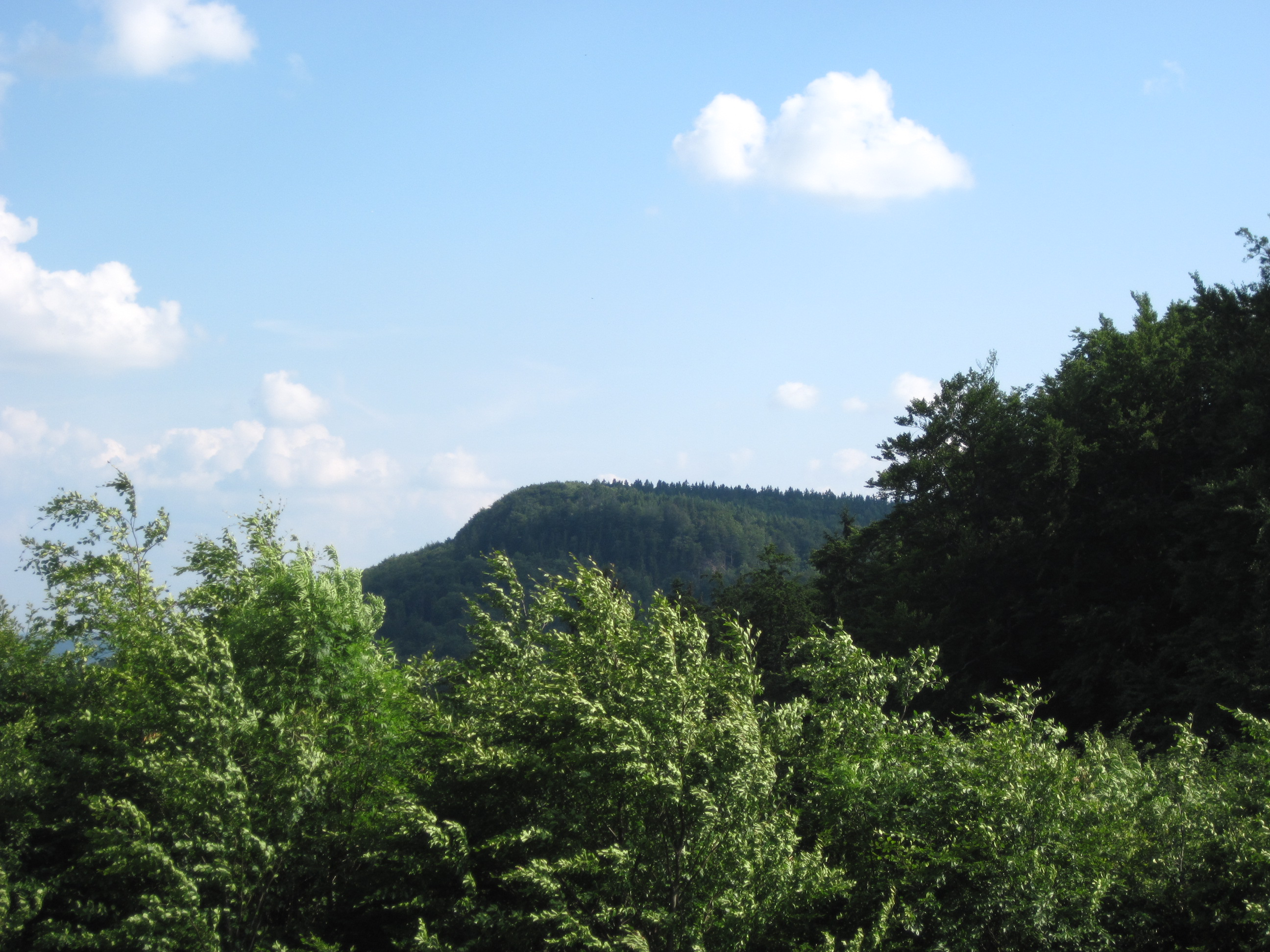
Roh (661 m)

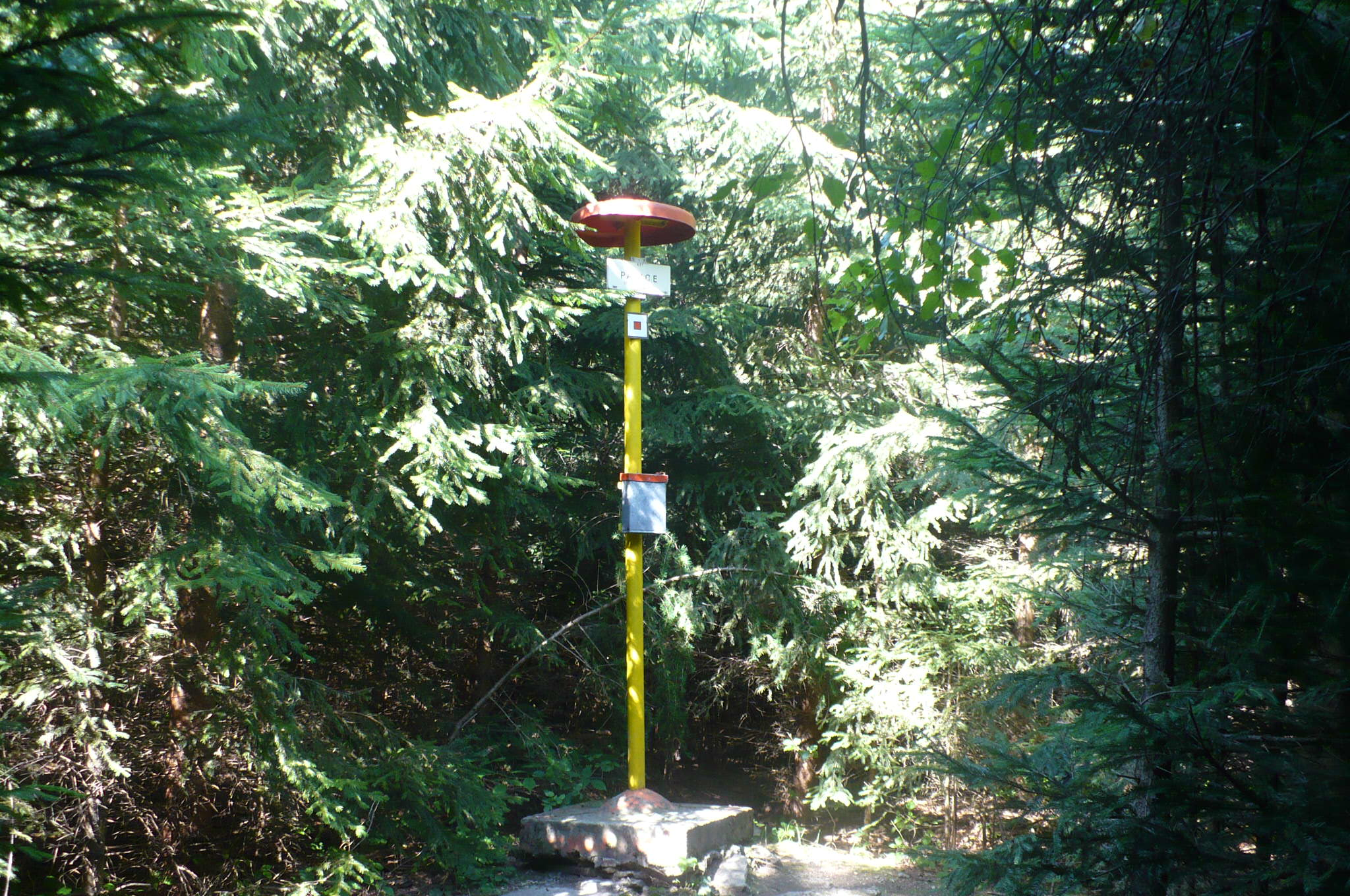
Palice (613 m)

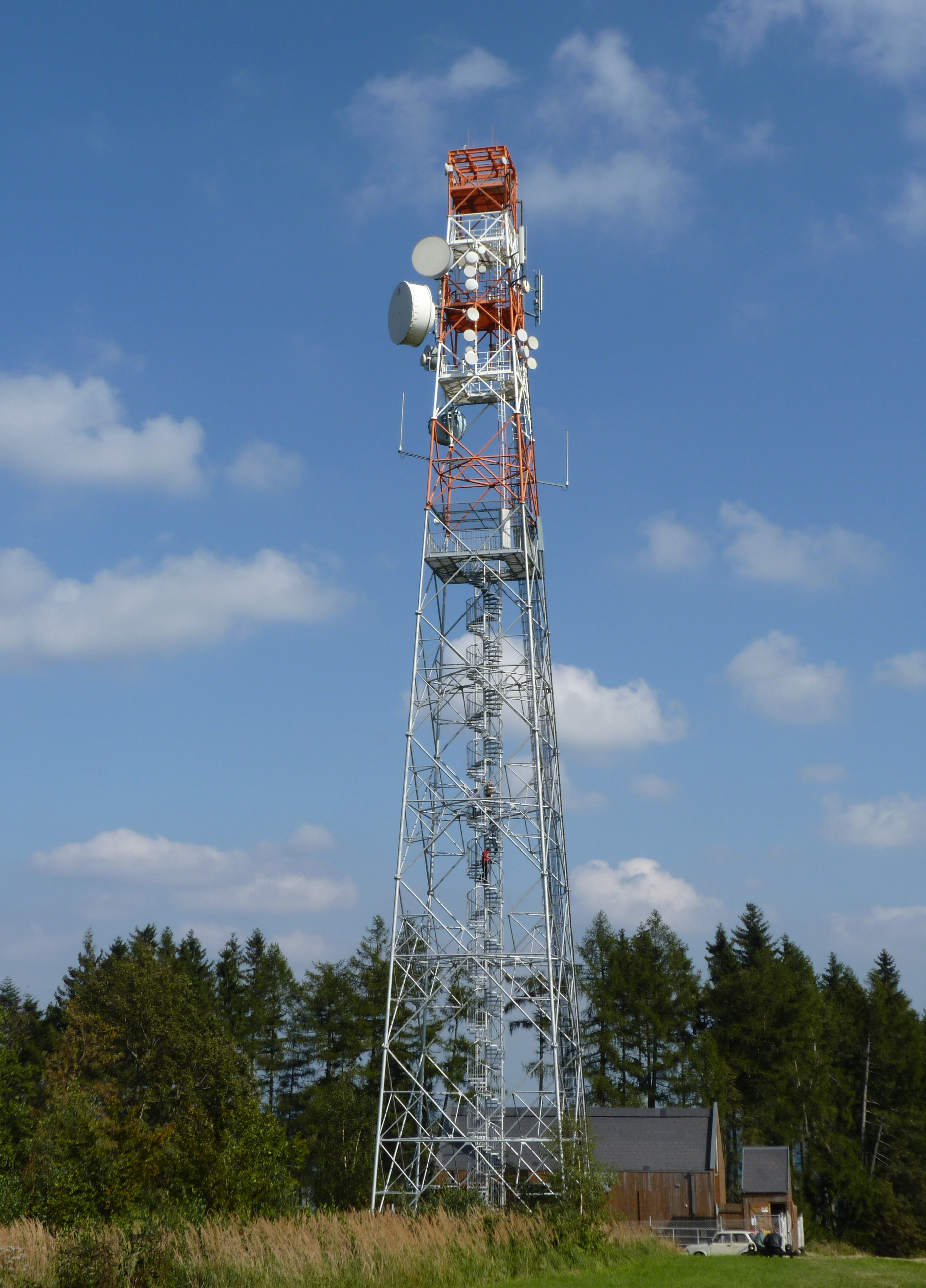
Kozlovský kopec (604 m)

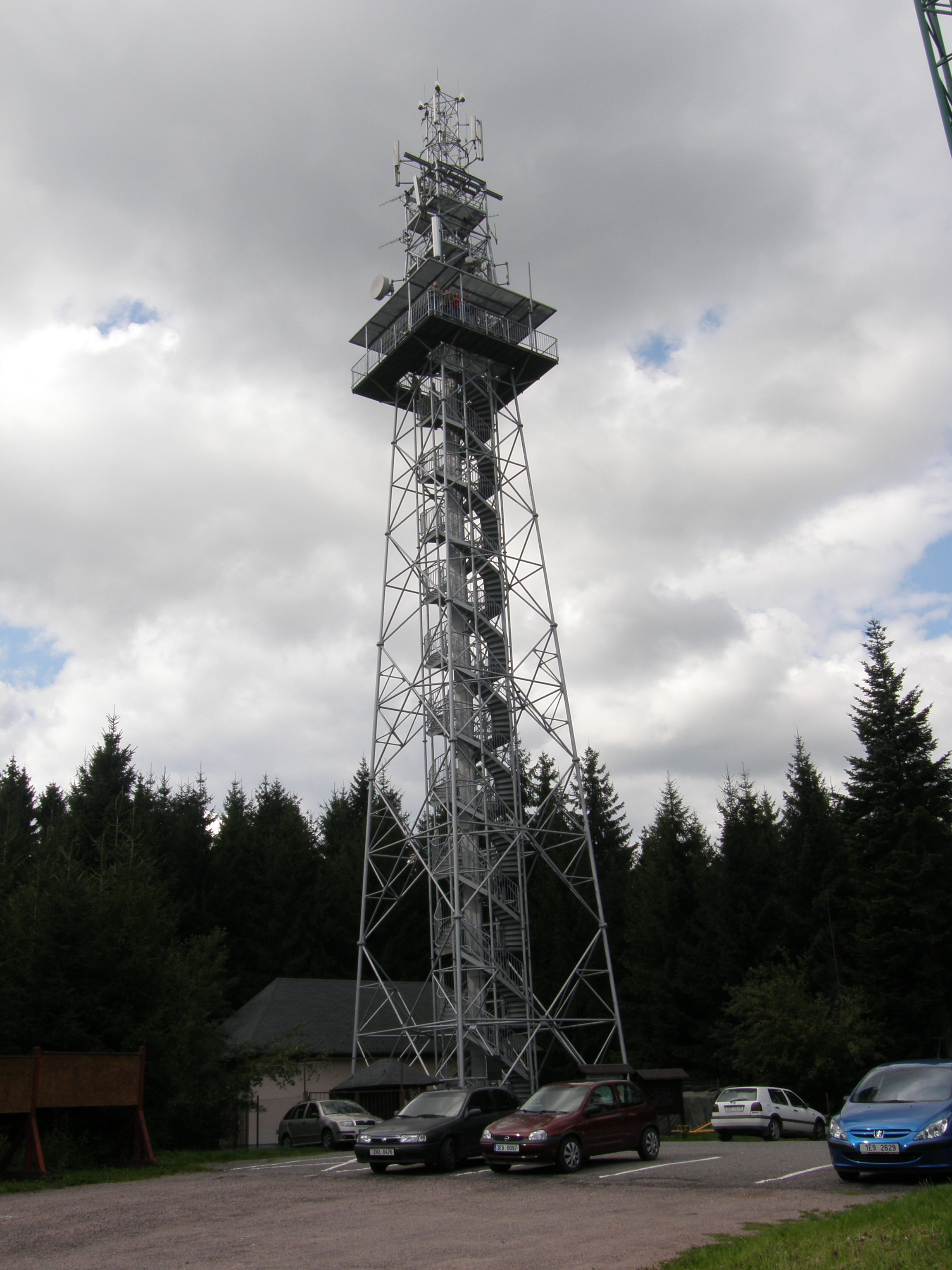
Andrlův chlum (560 m)

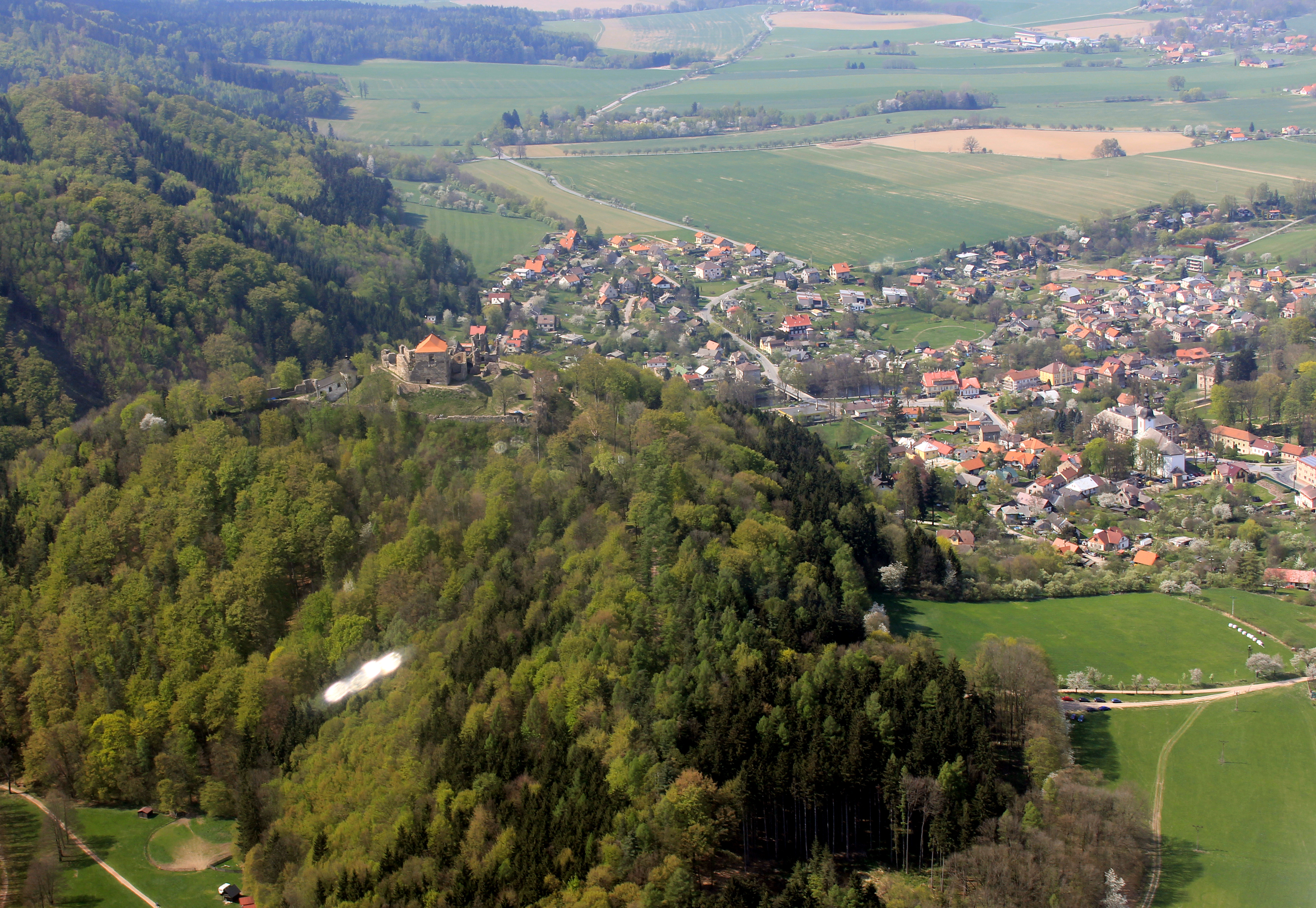
Potštejn (444 m)

Seznam vrcholů ve Svitavské pahorkatině obsahuje pojmenované svitavské vrcholy s nadmořskou výškou nad 600 m a dále všechny vrcholy s prominencí (relativní výškou) nad 100 m. Seznam je založen na údajích dostupných na stránkách Mapy.cz a na základních topografických mapách České republiky. Jako hranice pohoří byla uvažována hranice stejnojmenného geomorfologického celku.

## Seznam vrcholů podle výšky
Seznam vrcholů podle výšky obsahuje všechny pojmenované vrcholy s nadmořskou výškou nad 600 m. Celkem jich je 25, z toho 7 s výškou nad 650 m. Nejvyšší horou je Baldský vrch s nadmořskou výškou 693 m, který se nachází v geomorfologickém okrsku Kozlovský hřbet.
| #   | Vrchol               | Výška m n. m. | Souřadnice                       | Okrsek            | Přístup                                                                        |
| --- | -------------------- | ------------- | -------------------------------- | ----------------- | ------------------------------------------------------------------------------ |
| 1.  | Baldský vrch         | 693           | 49°40′47″ s. š., 16°20′43″ v. d. | Kozlovský hřbet   | neznačeno                                                                      |
| 2.  | Drašarov             | 687           | 49°41′15″ s. š., 16°22′47″ v. d. | Kozlovský hřbet   | neznačeno                                                                      |
| 3.  | Sahara               | 685           | 49°40′16″ s. š., 16°23′03″ v. d. | Kozlovský hřbet   | neznačeno                                                                      |
| 4.  | Poličský vrch        | 672           | 49°42′09″ s. š., 16°21′41″ v. d. | Kozlovský hřbet   | neznačeno                                                                      |
| 5.  | Roh                  | 661           | 49°43′28″ s. š., 16°35′09″ v. d. | Hřebečovský hřbet | červená turistická značka                                                      |
| 6.  | Modřecký vrch        | 657           | 49°40′00″ s. š., 16°18′27″ v. d. | Poličská tabule   | neznačeno                                                                      |
| 7.  | U Mariánského obrazu | 656           | 49°42′41″ s. š., 16°34′55″ v. d. | Hřebečovský hřbet | červená turistická značka                                                      |
| 8.  | Na drahách           | 649           | 49°39′25″ s. š., 16°24′44″ v. d. | Kozlovský hřbet   | neznačeno                                                                      |
| 9.  | Mladějovský vrch     | 648           | 49°48′39″ s. š., 16°34′48″ v. d. | Hřebečovský hřbet | neznačeno                                                                      |
| 10. | Mirand               | 640           | 49°49′47″ s. š., 16°34′18″ v. d. | Hřebečovský hřbet | neznačeno                                                                      |
| 11. | Horka                | 638           | 49°43′37″ s. š., 16°34′19″ v. d. | Hřebečovský hřbet | červená turistická značka                                                      |
| 12. | Hřebcov              | 636           | 49°46′14″ s. š., 16°34′49″ v. d. | Hřebečovský hřbet | neznačeno                                                                      |
| 13. | U písečáku           | 624           | 49°42′02″ s. š., 16°34′23″ v. d. | Hřebečovský hřbet | neznačeno                                                                      |
| 14. | Hřebečov             | 623           | 49°45′12″ s. š., 16°34′58″ v. d. | Hřebečovský hřbet | červená turistická značka · naučná turistická značka                           |
| 15. | Chvalka              | 620           | 49°38′33″ s. š., 16°34′40″ v. d. | Hřebečovský hřbet | neznačeno                                                                      |
| 16. | Nad doly             | 615           | 49°47′36″ s. š., 16°34′00″ v. d. | Hřebečovský hřbet | červená turistická značka                                                      |
| 17. | Palice               | 613           | 49°54′44″ s. š., 16°30′55″ v. d. | Hřebečovský hřbet | červená turistická značka                                                      |
| 18. | Strážný vrch         | 612           | 49°47′12″ s. š., 16°34′51″ v. d. | Hřebečovský hřbet | neznačeno                                                                      |
| 19. | Javor                | 608           | 49°38′01″ s. š., 16°34′53″ v. d. | Hřebečovský hřbet | neznačeno                                                                      |
| 20. | Červená hora         | 607           | 49°48′18″ s. š., 16°35′01″ v. d. | Hřebečovský hřbet | neznačeno                                                                      |
| 21. | Janůvské čihadlo     | 606           | 49°40′44″ s. š., 16°35′09″ v. d. | Hřebečovský hřbet | neznačeno                                                                      |
| 22. | Kozlovský kopec      | 604           | 49°52′50″ s. š., 16°25′21″ v. d. | Kozlovský hřbet   | neznačeno                                                                      |
| 23. | Nad Zlatou studánkou | 604           | 49°51′34″ s. š., 16°25′31″ v. d. | Kozlovský hřbet   | červená turistická značka · zelená turistická značka · žlutá turistická značka |
| 24. | Velký vrch           | 604           | 49°44′01″ s. š., 16°15′37″ v. d. | Poličská tabule   | neznačeno                                                                      |
| 25. | Na hranici           | 603           | 49°45′02″ s. š., 16°33′13″ v. d. | Hřebečovský hřbet | neznačeno                                                                      |

## Seznam vrcholů podle prominence
Seznam vrcholů podle prominence obsahuje všechny svitavské vrcholy s prominencí (relativní výškou) nad 100 m bez ohledu na nadmořskou výšku. Celkem jich je 7. Nejprominentnějším vrcholem je Roh (208 m) v geomorfologickém okrsku Hřebečovský hřbet. Nejvyšší Baldský vrch má prominenci pouze 75 m.
| #  | Vrchol        | Výška m n. m. | Promi- nence | Izolace (km)         | Souřadnice                       | Přístup                                            |
| -- | ------------- | ------------- | ------------ | -------------------- | -------------------------------- | -------------------------------------------------- |
| 1. | Roh           | 661           | 208          | 14,5 → Drašarov      | 49°43′28″ s. š., 16°35′09″ v. d. | červená turistická značka                          |
| 2. | Palice        | 613           | 175          | 09,7 → Mirand        | 49°54′44″ s. š., 16°30′55″ v. d. | červená turistická značka                          |
| 3. | Hůrka         | 546           | 159          | 05,6 → Andrlův chlum | 50°00′32″ s. š., 16°20′55″ v. d. | neznačeno                                          |
| 4. | Andrlův chlum | 560           | 122          | 06,0 → Javorník      | 49°57′36″ s. š., 16°22′26″ v. d. | zelená turistická značka · žlutá turistická značka |
| 5. | Podhořín      | 529           | 121          | 02,3 → Hůrka         | 49°59′11″ s. š., 16°21′49″ v. d. | neznačeno                                          |
| 6. | Strážný       | 584           | 111          | 04,3 → Skuhrov       | 49°58′47″ s. š., 16°28′34″ v. d. | červená turistická značka                          |
| 7. | Potštejn      | 444           | 111          | 00,5 → Kapraď        | 50°04′40″ s. š., 16°18′32″ v. d. | modrá turistická značka                            |